# Crassispira monilifera
Crassispira monilifera är en snäckart som beskrevs av Carpenter 1864. Crassispira monilifera ingår i släktet Crassispira och familjen Turridae. Inga underarter finns listade i Catalogue of Life.